# アトファールナー聾唖学校
アトファールナー聾唖学校（あとふぁーるなーろうあがっこう）（アラビア語: جمعية أطفالنا للصم、英語: Atfaluna Society for Deaf Children）は、聴覚障害がある子供を対象とした教育機関である。

## 概要
アトファールナー聾唖学校は1992年にガザ地区のガザ市において設立された。そして、同校はガザ地区において聴覚障害があるパレスチナ人を対象として手話など様々な教育を施す活動を行っている。

## 日本との関わり
東京都内で活動を行っている「パレスチナ子どものキャンペーン」と称する特定非営利活動法人は、アトファールナー聾唖学校の開設から現在に至るまで継続的にアトファールナー聾唖学校を支援し続けている。
小学校教諭の土井幸美は「パレスチナ子どものキャンペーン」から派遣される方法によって2001年に約1年間の休暇を得て同校でボランティア活動を行った。土井はガザ地区滞在中にフリージャーナリストの土井敏邦と出会って結婚した。
東日本大震災の発生後、「アトファールナー聾唖学校で，子供達が絵の具を使った大きな絵画を作成し，被災者への連帯を表現」したことが外務省によって紹介された。